# Yi Sung-hun
Yi Seung-hun (1756 - Seúl - 1801, bautizado como Pedro) fue el primer católico coreano y mártir. En 1783 fue a Pekín con su padre, que era miembro de la delegación diplomática “invernal” hacia China. Los misioneros jesuitas le enseñaron el catecismo y luego recibió el bautismo de manos del padre Jean-Joseph de Grammont. El año siguiente volvió a Corea llevando muchas publicaciones católicas. Fue maestro y bautizó a algunos coreanos. En 1794 algunos de sus amigos fueron condenados a la pena capital por haber organizado la entrada en Corea del padre chino Ju Moon-mo, y por el mismo motivo él mismo fue condenado al exilio en un pueblo. Fue luego condenado a muerte y ajusticiado, muriendo en 1801 en la prisión de Seosomoon de Seúl. Se calcula en el año de su muerte murieron en la represión 300 católicos. 